# Melodi Grand Prix
El Melodi Grand Prix (en noruec: [mɛlʊˈdiː ɡrɑŋ ˈpriː]), també conegut com a MGP o Norsk Melodi Grand Prix, és el concurs musical anual organitzat per l'NRK, la radiotelevisió pública noruega per a seleccionar el seu representant en el Festival de la Cançó d'Eurovisió. S'ha celebrat quasi cada any des de 1960 i l'edició del 2025 va ser la 63a del certamen, que ha evolucionat al llarg dels anys adaptant-se a les tendències musicals i als formats televisius.
El festival ha produït tres guanyadors d'Eurovisió, un guanyador del televot sense victòria final i nou classificacions entre els cinc primers llocs per a Noruega al certamen. No obstant això, Noruega té el rècord del nombre de participacions que han quedat últimes des que va començar a participar en Eurovisió: 12 en total. Tot i això, el concurs continua tenint un impacte considerable en les llistes musicals de Noruega i altres països nòrdics com, per exemple, el guanyador de 2008 que va aconseguir arribar al número u de les llistes noruegues.

## Orígens
El Festival de la Cançó d'Eurovisió va començar el 24 de maig de 1956 amb la seua primera edició a Lugano, Suïssa. La primera participació de Noruega va ser en la cinquena edició, el concurs de 1960. El primer Melodi Grand Prix es va celebrar el 20 de febrer a la seu de NRK a Oslo. Deu cançons van competir en la semifinal radiofònica, celebrada el 2 de febrer, on les 5 millors cançons passarien al concurs televisat. No obstant això, el nombre es va augmentar a 6 després que tres cançons empataren en el quart lloc. La guanyadora del concurs televisat va ser Voi Voi, interpretada per Nora Brockstedt.

## Guanyadors
Tots els guanyadors del Melodi Grand Prix han representat Noruega al Festival de la Cançó d'Eurovisió, excepte el guanyador de 2020 després que el Festival d'Eurovisió 2020 fóra cancel·lat a causa de la pandèmia de COVID-19. Noruega ha guanyat tres vegades: en 1985, 1995 i 2009. Noruega també ha quedat última 12 vegades, més que qualsevol altre participant: en 1963, 1969, 1974, 1976, 1978, 1981, 1990, 1997, 2001, 2004, 2012 i 2024.

## Arxiu audiovisual
L'NRK ha aconseguit preservar la majoria de les edicions del Melodi Grand Prix en el seu arxiu, amb només set edicions perdudes: 1960-1964, 1968 i 19721. Des del 2014, l'NRK ha digitalitzat totes les edicions existents i les ha publicades en la seua plataforma digital, accessible arreu del món. A més de les seues pròpies produccions, l'arxiu de l'NRK ha sigut fonamental per al projecte d'arxiu de la Unió Europea de Radiodifusió (UER) per al Festival d'Eurovisió. Per exemple, l'única còpia en color existent de la final d'Eurovisió de 1968 es va recuperar dels arxius de l'NRK. Este esforç de preservació no només manté viva la història del Melodi Grand Prix, sinó que també ha contribuït a la conservació del patrimoni cultural audiovisual europeu.